# ニューヨーク市立大学クイーンズ校
ニューヨーク市立大学クイーンズ校（ニューヨークしりつだいがくクイーンズこう、Queens College of The City University of New York）は、アメリカ合衆国ニューヨーク市クイーンズ区にある公立総合大学である。ニューヨーク市立大学システムの一つ。一般に「クイーンズカレッジ」と呼ばれる。

## 概要
1937年創立。当初は著名な人文系大学として知られたが、近年では音楽学部（en:Aaron Copeland School of Music)などの芸術系分野やニューロサイエンスや生物などの科学系および臨床研究系分野、および心理学、社会学、教育学などの社会科学系でも活躍が目立つようになった。
2010年までキャンパス内にニューヨーク市立大学クィーンズカレッジロースクールを併設していたが、その後独立し同市内のロングアイランドシティに移転、現在ではロースクールはニューヨーク市立大学ロースクールと改名している。同大学は開校以来地元学生を中心とした大学とされて来たが、1990年代以降全米はもとより世界中からの学生を集めるため、キャンパス内の学生寮や研究施設の建設およびアイビーリーグ大学なども含めた教育機関から優秀な教授や研究者をヘッドハンティングするなど、様々な努力を重ねている。
2013年には教育学部の学部長に日本人である秋場大輔が就任した（ニューヨーク市立大学大学院センター教育心理学部教授と兼任）。
キャンパスからは、マンハッタンの摩天楼を観望出来る。

## 学業
リベラルアーツカレッジであり、78の学士プログラム、24の修士プログラム、20の博士プログラムを提供する。さらにいくつかの上級サーティフィケート（準学士）を提供している。
2006年度版のen:The Princeton Review「The Best Colleges」によると、ニューヨーク市立大学クイーンズ校（ニューヨーク市立大学バルーク校と併せ）は、地元学生を対象とする全米のローカル公立大学の8位（修士課程）に、また総合50位にランクしている。同大学はノーベル賞受賞者や政府高官も輩出している。

## 著名な教員
- アン・デビソン教授 -- Progressive Professor of English
- 秋場大輔教授 -- 教育学部長

## 著名な出身者
- en:Joy Behar - コメディアン、及びThe View のサブホスト、社会学 BA 取得。
- Robert J. Corti - en:Avon Products, Inc.の副会長及び CFO。
- en:Andrew Goodman - civil rights worker, murdered in Mississippi at the age of 20 during en:Freedom Summer of 1964, while still a student
- スタンレー・ミルグラム - 心理学者
- ロバート・モーグ - en:Moog synthesizerの発明者
- en:Donna Orender - en:WNBA 理事長
- レイ・ロマーノ - 俳優、コメディアン
- ジェリー・サインフェルド - コメディアン
- ポール・サイモン - ミュージシャン、サイモン&ガーファンクル
- Jon and Marge, nee Hartenbaum, Currie - メディア専門家及び子供養育専門家
- ロバート・アクセルロッド - 声優、俳優
- 松原惇子 - エッセイスト。
- バーバラ・グッドソン - 声優